# L'Inconnue (film, 2026)
Pour les articles homonymes, voir L'Inconnue.
Pour plus de détails, voir Fiche technique et Distribution.
L'Inconnue est un film français réalisé par Arthur Harari et dont la sortie est prévue en 2026. Il s'agit du troisième long métrage du réalisateur, librement inspiré de la bande dessinée Le cas David Zimmerman, coécrite avec son frère, Lucas Harari. Présenté comme un film fantastique mêlant « chronique urbaine réaliste, de l'enquête, du mélodrame et de la rêverie », il met en scène Léa Seydoux, Niels Schneider, Valérie Dréville, Shanti Masud, Victoire Du Bois, Lilith Grasmug, Jonathan Turnbull

## Synopsis
À bientôt 40 ans, David Zimmerman est photographe mais personne ne le sait. Alors qu'il ne sort presque jamais de chez lui, des amis le traînent dans une fête insensée. Il y repère une femme dans la foule, ne peut en détacher le regard, la suit… Au cœur de la nuit, sa vie bascule. David se réveille… dans le corps de l'inconnue.

## Fiche technique
- Titre original : L'Inconnue
- Réalisation : Arthur Harari
- Scénario : Arthur Harari, Lucas Harari, Vincent Poymiro
- Décors : Emmanuelle Duplay
- Costumes : Isabelle Pannetier
- Photographie :Tom Harari
- Montage : Laurent Sénéchal
- Production : Nicolas Anthomé et Lionel Guedj
- Sociétés de production : To Be Continued et Bathysphère
  - Coproduction : Pathé Films, France 2 Cinéma, Ascent Film et Rai Cinema
- Société de distribution : Pathé (France), Neon (États-Unis et Canada)
- Pays de production :  France
- Langues originale : français
- Format :
- Genre : fantastique
- Durée :
- Dates de sortie : 2026 Date sujette à modification

## Distribution
- Léa Seydoux
- Niels Schneider
- Valérie Dréville
- Shanti Masud
- Lilith Grasmug
- Victoire Du Bois
- Alexandre Pallu
- Jonathan Turnbull

## Production

### Développement
En mai 2024, il est annoncé qu'Arthur Harari (auréolé du succès du film Anatomie d'une chute - coécrit avec sa compagne Justine Triet) réalisera en 2025 un long-métrage intitulé L'Inconnue, avec Léa Seydoux. Le film se présente comme mêlant « chronique urbaine réaliste, de l'enquête, du mélodrame et de la rêverie. »
Le 13 novembre 2024 est publié Le cas David Zimmerman, une bande dessinée d'Arthur et Lucas Harari : un homme, après avoir croisé une femme lors d'une soirée, se réveille inexplicablement dans son corps. Lors d'une rencontre avec le public dans le Maine-et-Loire, alors que le tournage de L'Inconnue est déjà en cours, Arthur et Lucas Harari confirment le lien entre le récit de la bande dessinée et celui du long métrage.

### Tournage
Le tournage débute en mars 2025 à Paris, puis se poursuit en mai dans les Yvelines, notamment à Conflans-Sainte-Honorine. Il se prolonge ensuite dans la région Pays de la Loire, avec des prises de vue réalisées dans les communes d'Ingrandes-le-Fresne-sur-Loire et de Mauges-sur-Loire. Le pont d'Ingrandes-sur-Loire, qui relie ces deux communes, est également utilisé comme lieu de tournage.
Le tournage s'achève à la fin du mois de mai 2025.